# Vörösmarty tér metróállomás
A Vörösmarty tér (korábban Gizella tér) a budapesti kisföldalatti (hivatalos nevén: M1-es metróvonal) délnyugati végállomása, a vonalon a Deák Ferenc tér követi.
Több elképzelés is született a metróvonal hosszabbításáról, erről az állomásról. Köztük szerepel, egy, a Vigadóról induló gyalogoshíd alsó emeletén a földalatti meghosszabbítása Budára, vagy az eredeti Erzsébet híd másolatán keresztül átvinni Budára, vagy csak simán meghosszabbítani a pesti oldalon a Vigadó térig.

## Átszállási kapcsolatok
| Vörösmarty tér | 2, 2B, 23 15 |  |

## Galéria

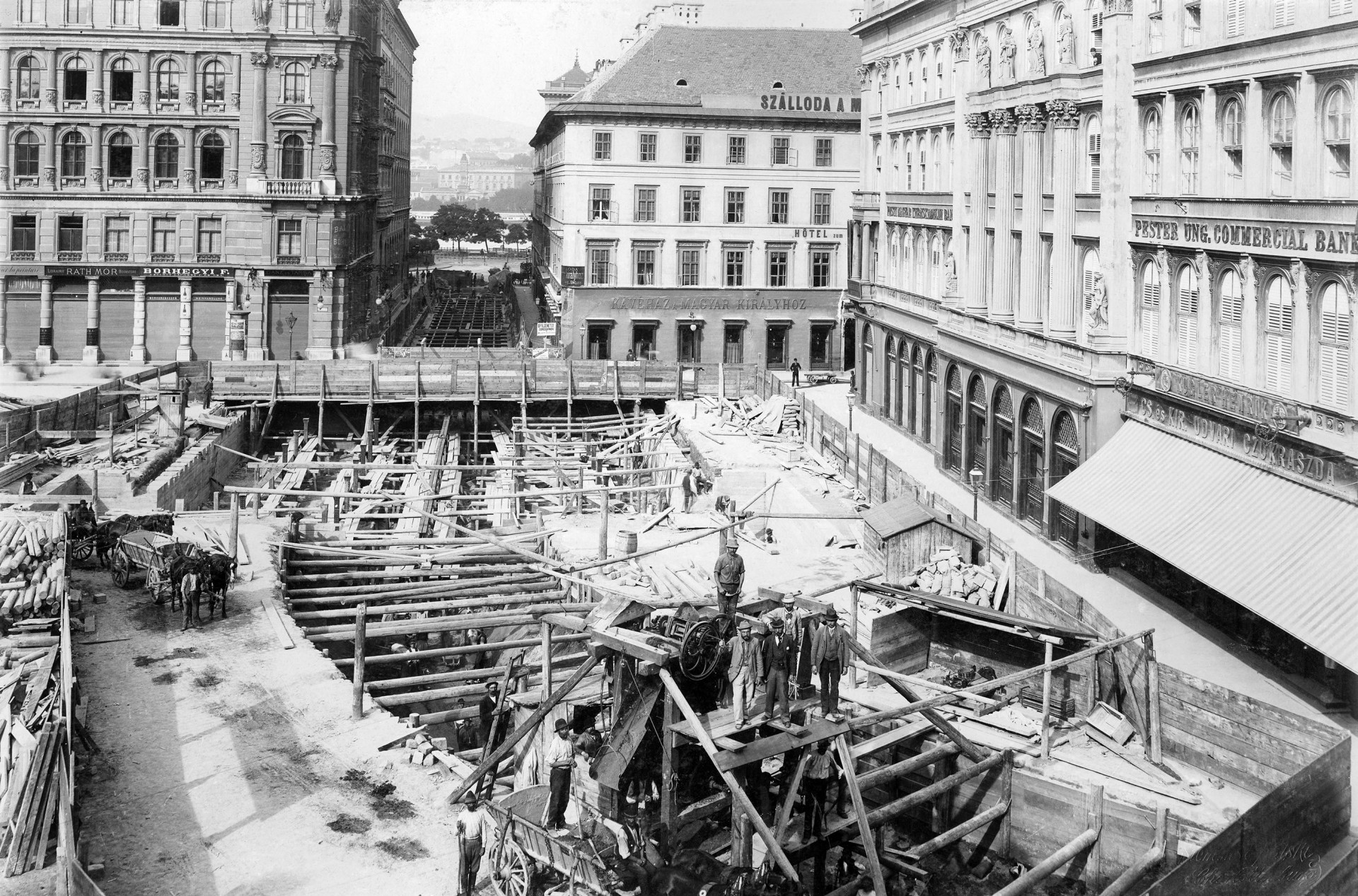
Az építkezés az egykori Gizella-téren
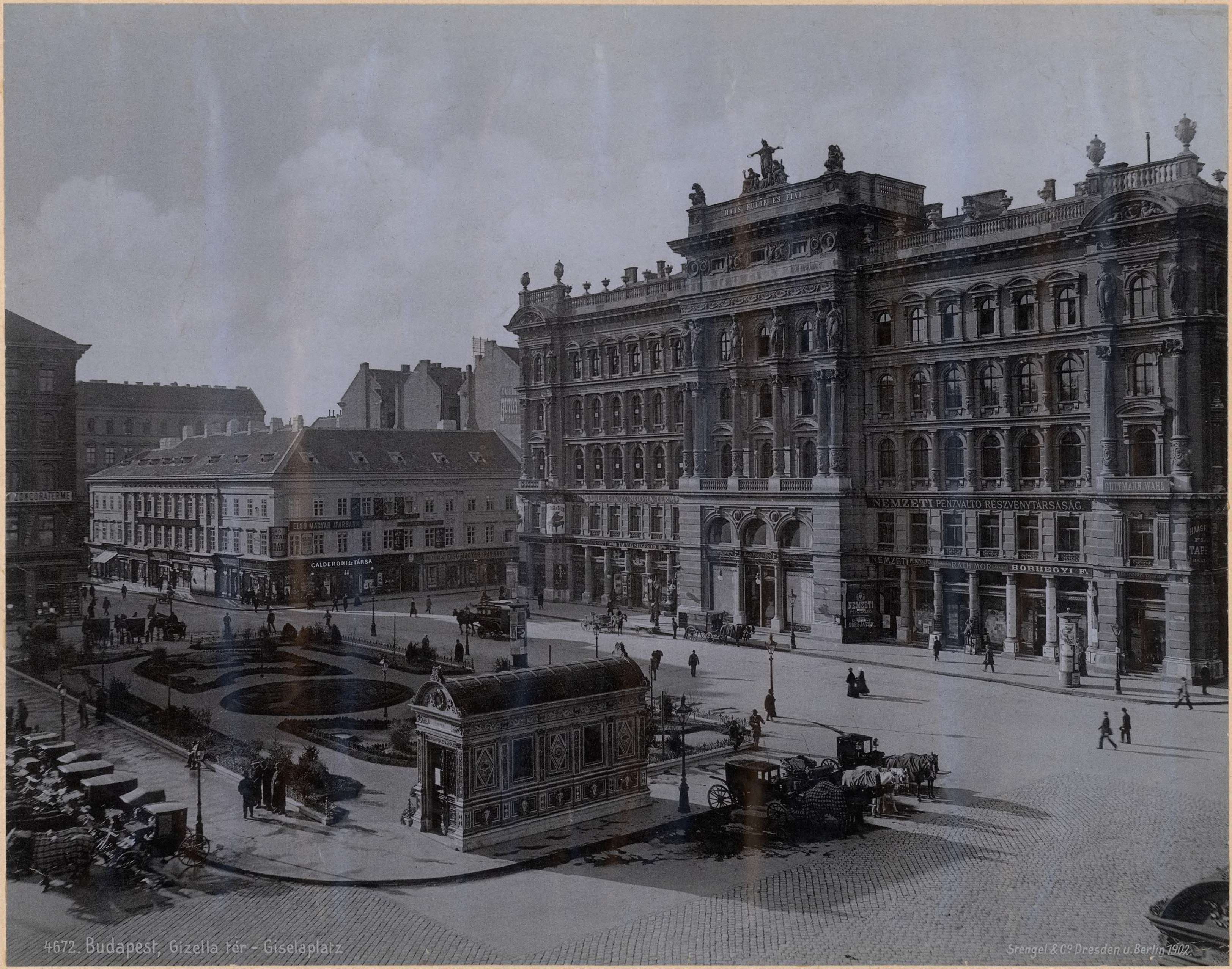
Gizella-tér 1902-ben, még látható a lejáró fölötti díszes csarnok
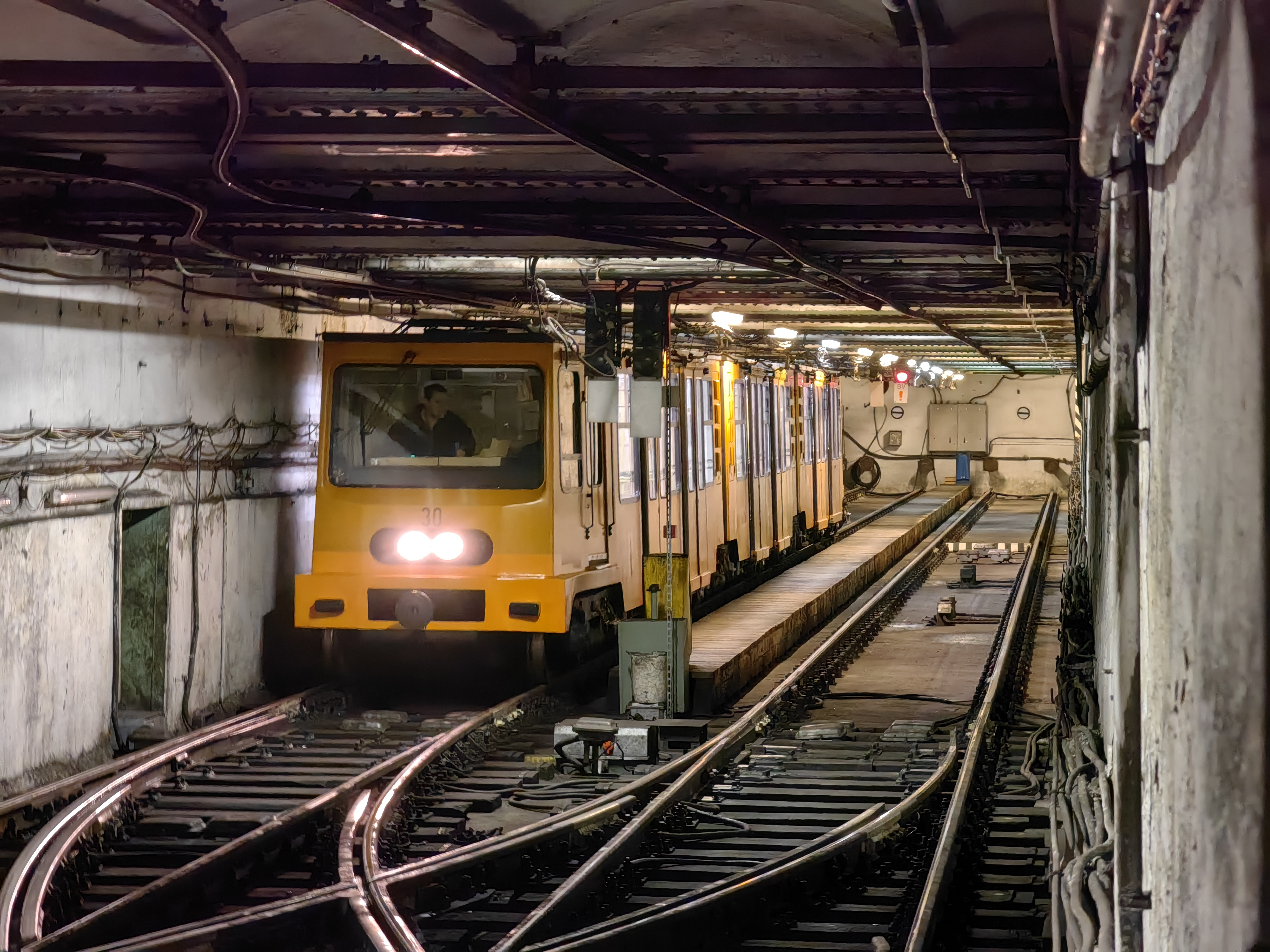
Metrószerelvény a kihúzóban az állomásról nézve
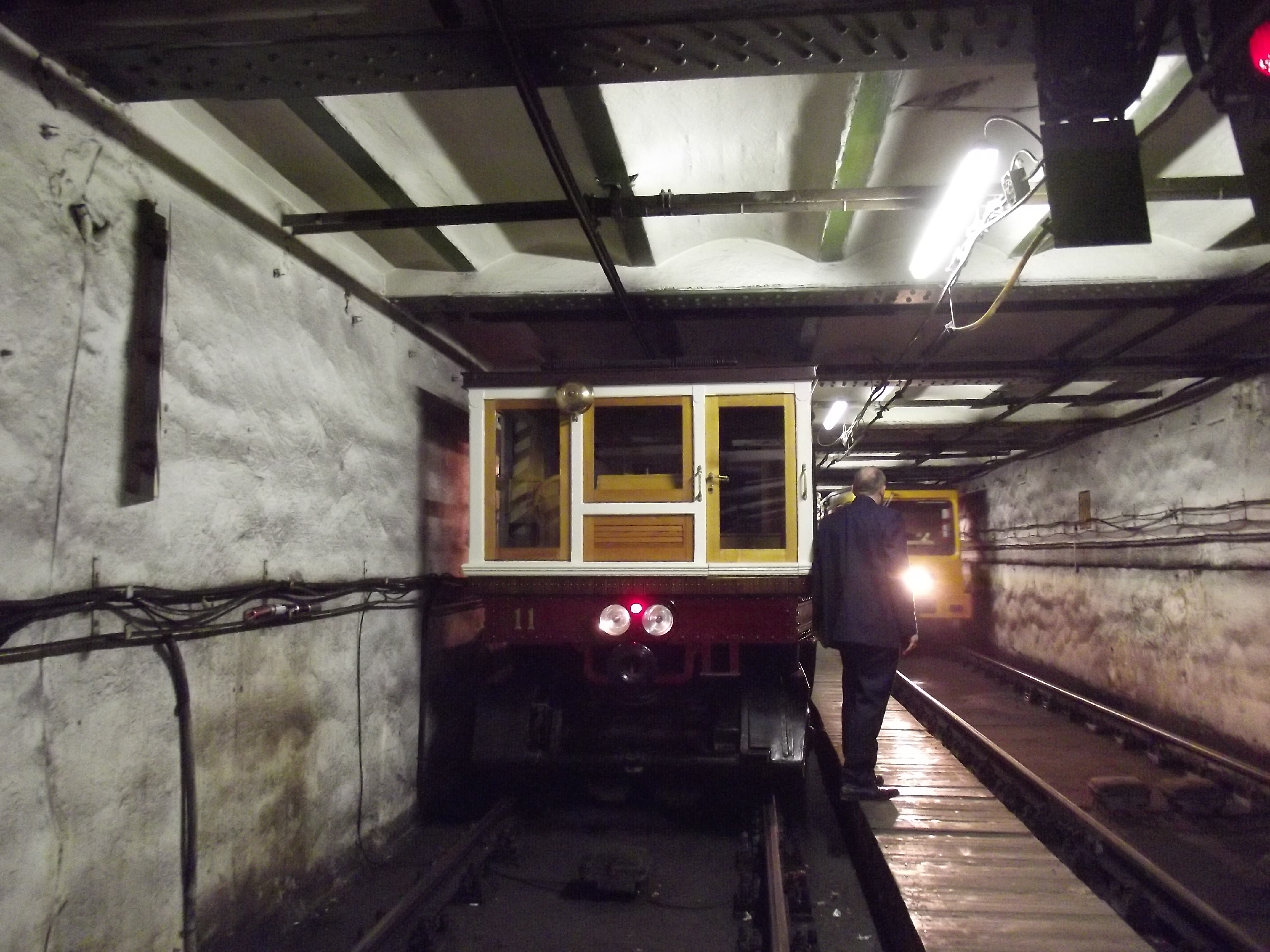
Régi földalatti szerelvény nosztalgiaként a kihúzóban
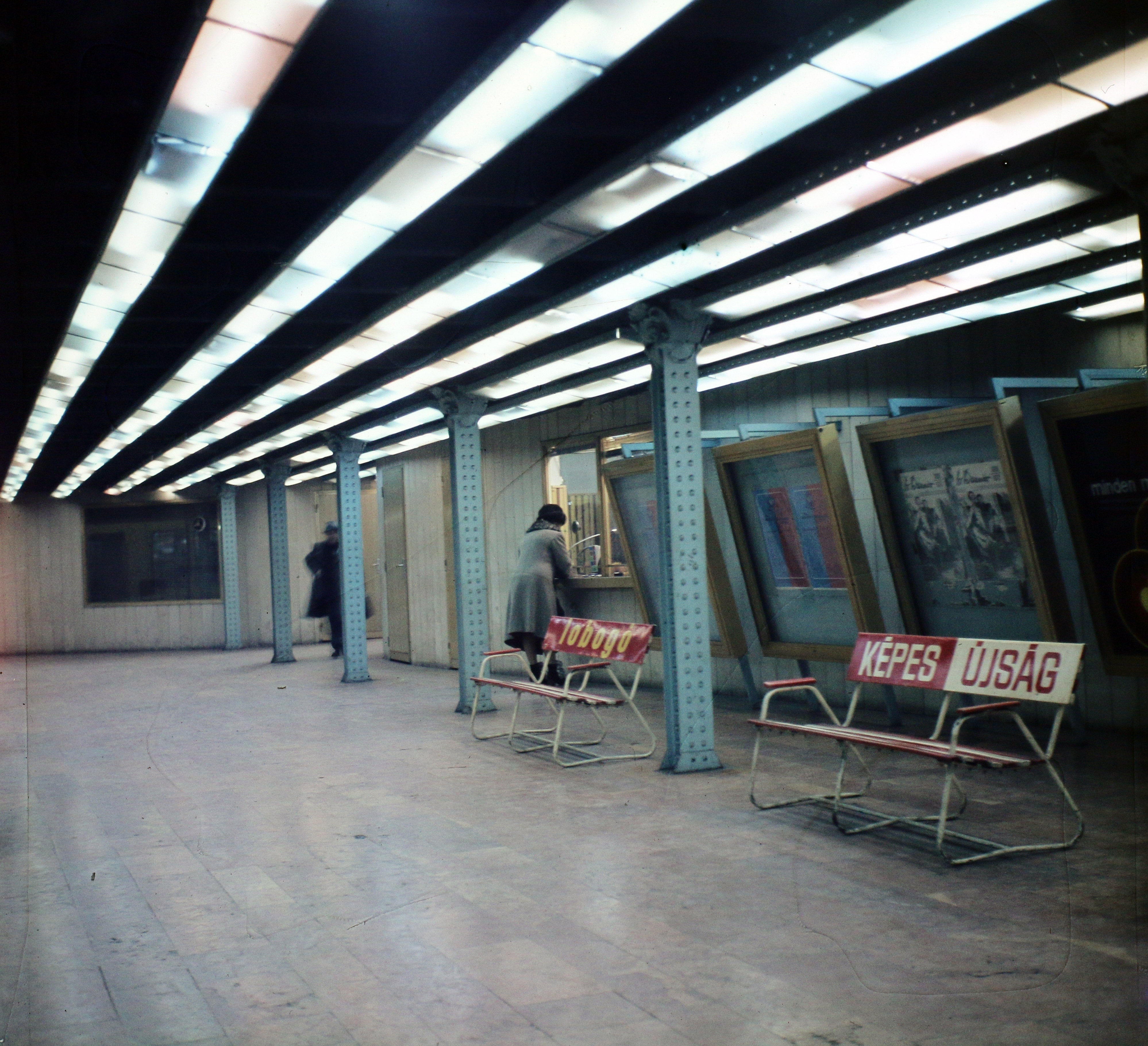
A földalatti végállomás a '70-es években
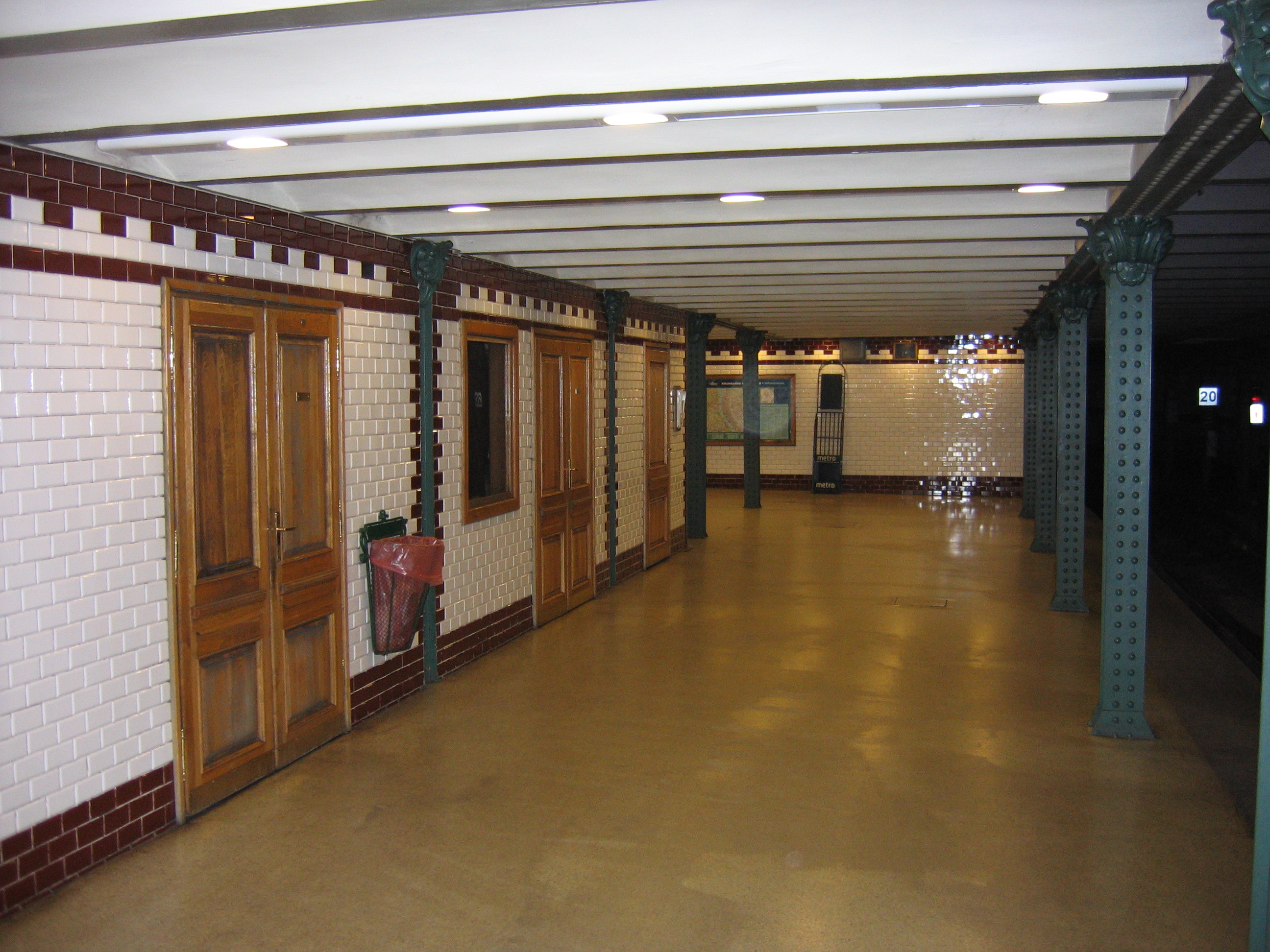
Eredeti állapotára visszaállított peron
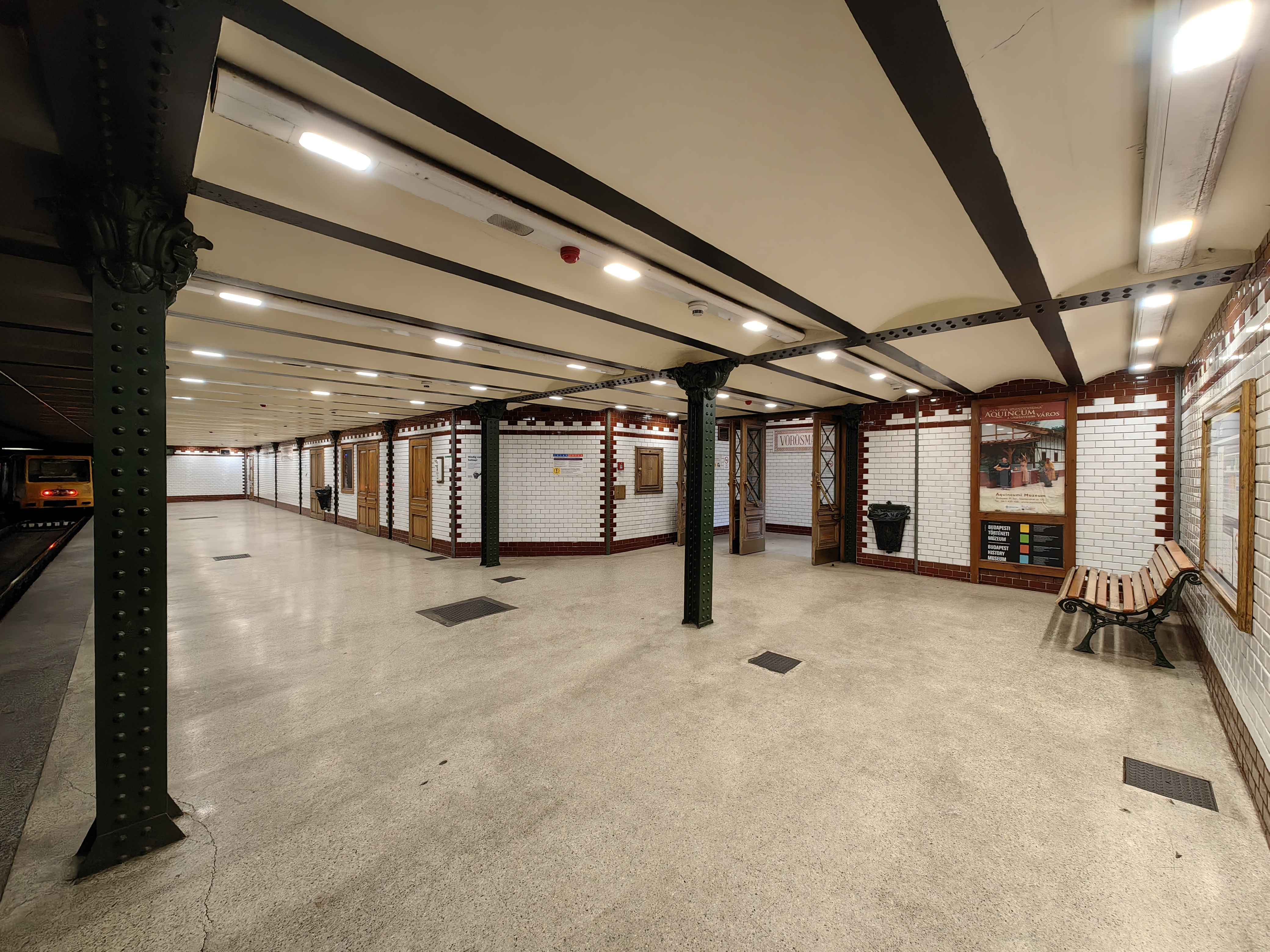
Kijárat a peronról
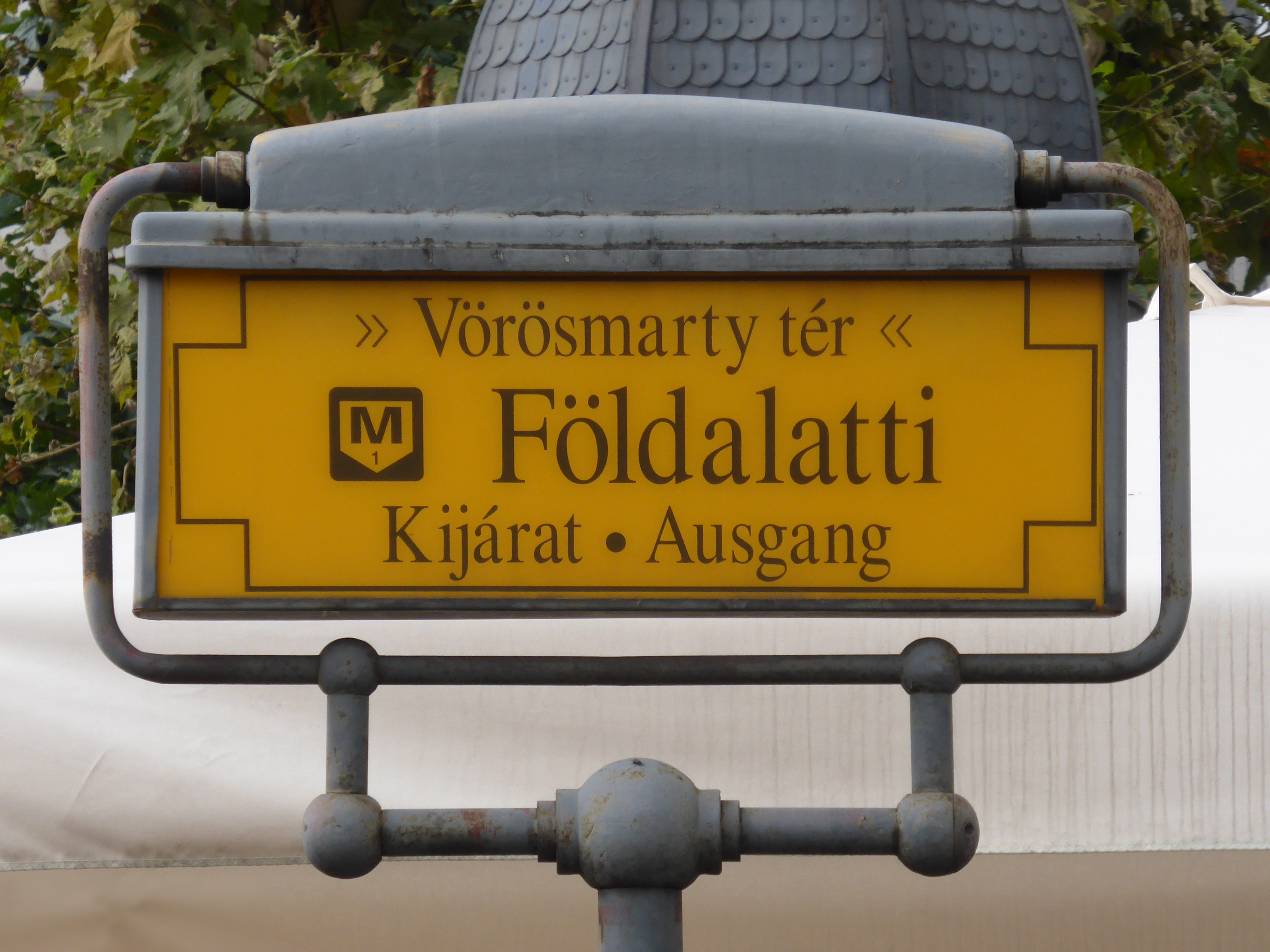
Az állomást jelző felszíni tábla
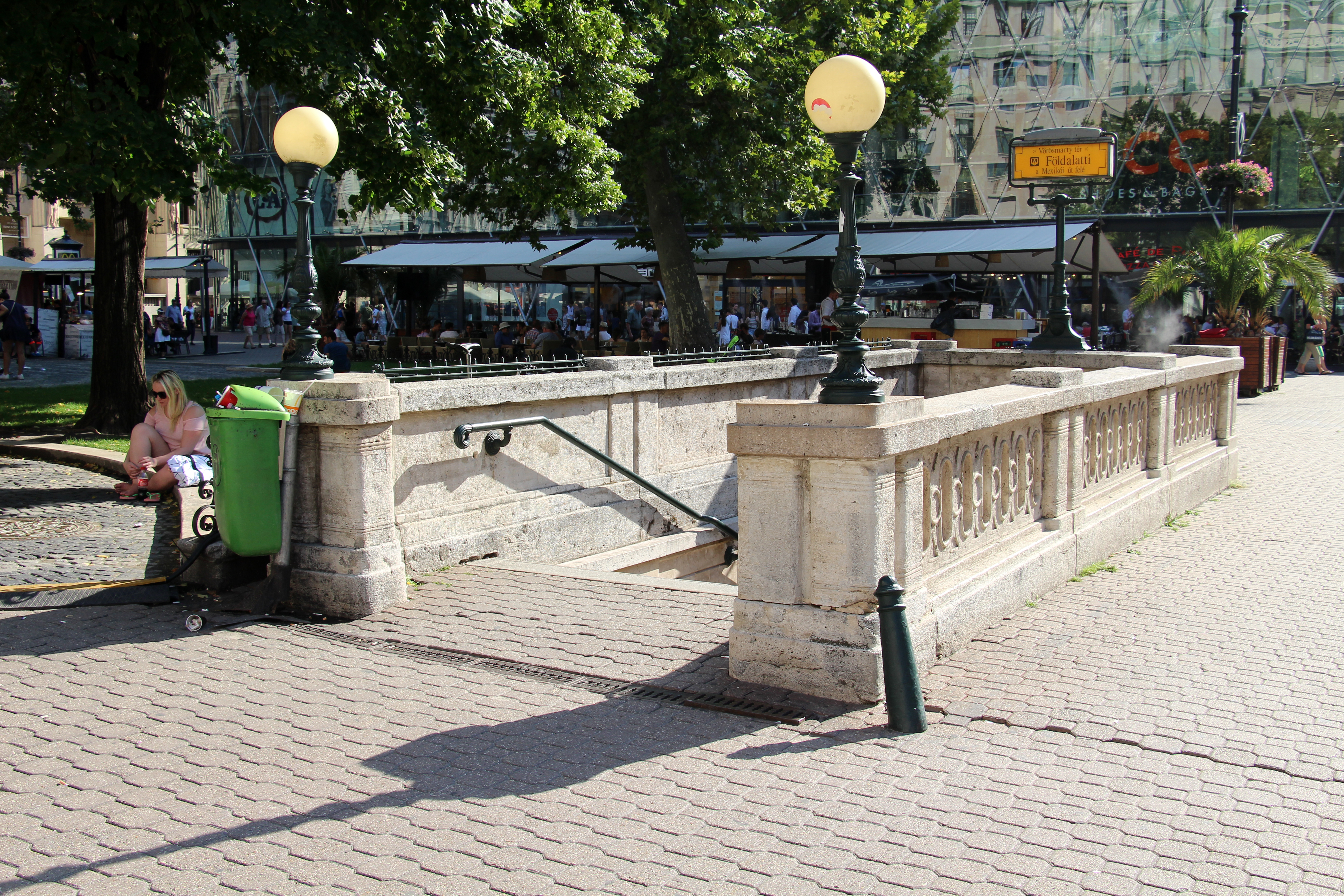
A lejáró napjainkban